# Universidade Católica de Pelotas
A Universidade Católica de Pelotas é uma universidade filantrópica, de natureza comunitária, localizada na cidade de Pelotas, no Rio Grande do Sul.

## Visão geral
A UCPel, fundada em 1960 pelo 3º Bispo de Pelotas, Dom Antônio Zattera, é a primeira Universidade do interior do Rio Grande do Sul. Sua faculdade de medicina é a maior escola médica do estado, formando 180 alunos anualmente.
Hoje, a Universidade conta com 33 cursos, dentre eles cursos de graduação, cursos de pós-graduação stricto sensu (Mestrados e Doutorados) e lato sensu (Especializações e MBAs), desenvolve atividades de pesquisa e extensão bem como programas de residência médica e multiprofissional.
Está estruturada por grandes áreas: Centro de Ciências da Vida e da Saúde; Centro de Ciências Jurídicas, Econômicas e Sociais; Centro Politécnico e Centro de Educação e Comunicação, além do Instituto Superior de Filosofia, Instituto Superior de Cultura Religiosa e Instituto Superior de Teologia Paulo VI.
Suas instalações compreendem o Prédio da Reitoria, Campus I, Campus II, Campus da Saúde Dr. Franklin Olivé Leite, Prédio Santa Margarida e quatro Unidades Básicas de Saúde (UBS).
A UCPel possui dois grandes órgãos auxiliares: Hospital Universitário São Francisco de Paula (HUSFP) e a Rádio Universidade (RU).
Em outubro de 2018, UCPel anunciou sua oferta de cursos a distância, com cursos nas áreas de educação, jornalismo e tecnológicos.